# داخليات النواة الكبروية
داخليات النواة الكبروية (الاسم العلمي: Intramacronucleata) هي شعيبة من الهدبيات. تتميز المجموعة بالطريقة التي يتم بها انقسام النواة الكبروية أثناء الانشطار الثنائي للخلية. في ciliates من هذه الشعبة الفرعية ، يتحقق تقسيم النواة الكبيرة عن طريق عمل الأنيبيبات الدقيقة التي يتم تجميعها داخل النواة الكبروية نفسها. هذا على النقيض من الهدبيات غير المتجانسة من شعيبة الرباطيات خلف هدبية حيث يعتمد تقسيم النواة الكبروية على الأنيبيبات الدقيقة المتكونة خارج الغلاف النووي الكبروي.